# Tarita Teriipia
Tarita Teriipia (Bora Bora, 29 dicembre 1941) è un'attrice francese.

## Biografia
Nata nella Polinesia francese, Tarita è nota per essere divenuta la terza moglie del celebre attore Marlon Brando, che la sposò nel 1962, anno in cui si conobbero sul set de Gli ammutinati del Bounty. L'interpretazione della polinesiana Maimiti valse a Tarita la candidatura al Golden Globe 1963 come miglior attrice non protagonista. Gli ammutinati del Bounty fu anche l'unico film a cui prese parte. 
Dal matrimonio con Brando ebbe due figli: Simon Teihotu Brando (1963) e Tarita Cheyenne Brando (26 febbraio 1970-16 aprile 1995). La coppia visse sull'isola di Tetiaroa, proprietà di Brando nella Polinesia francese, fino al divorzio avvenuto nel 1972.